# Friedrich Trechsel

Porträt von Friedrich Trechsel

Johann Friedrich Trechsel (* 4. März 1776 in Burgdorf; † 26. November 1849 in Bern) war ein Schweizer Theologe, Mathematiker, Physiker, Astronom und Geodät. Als Professor für Mathematik und Physik an der Berner Akademie begründete er 1822 die Sternwarte «Uraniae» auf der Grossen Schanze in Bern. Im Auftrag der Regierung führte Trechsel die erste Triangulation des Kantons Bern durch und war an der Juragewässerkorrektion beteiligt.

## Leben
Johann Friedrich Trechsel entstammte einer alteingesessenen Burgdorfer Familie. Er wurde 1776 als Sohn des Metzgermeisters Andreas Gottfried Trechsel (1735–1815) und der Anna Schmid (1740–1790) in Burgdorf geboren.
In seiner Schulzeit in Burgdorf zeichnete er sich durch Fleiss und Wissensdurst aus. Obwohl sein Vater nur über bescheidene finanzielle Möglichkeiten verfügte und eine grosse Familie zu ernähren hatte, schickte er seinen Sohn im Alter von 15 Jahren in die höhere Schule (Gymnasium) nach Bern. Seinen Lebensunterhalt musste der Schüler dabei als Hauslehrer in Familien des Berner Patriziats verdienen. Die didaktischen Erfahrungen sollten ihm später bei seinem Einstieg in die Lehrtätigkeit zugutekommen.
Mit der Absicht, reformierter Pfarrer zu werden, begann er ein Theologie-Studium an der Hohen Schule (Vorläufer der Akademie und der späteren Universität Bern). Unter den damaligen Dozenten gab es prominente Namen wie Philipp Albert Stapfer und Johann Georg Tralles, Professor für Mathematik und Physik. Tralles befasste sich neben seiner Lehrtätigkeit mit der Geodäsie und Landesvermessung und war später Mitglied der Königlich-Preußischen und der Bayerischen Akademie der Wissenschaften. Durch eine Arbeit «Über den Primat der praktischen Vernunft» zog Trechsel die Aufmerksamkeit von Dekan und Professor Johann Samuel Ith auf sich, der ihn für das Studium der Mathematik motivierte.
Als 1798 die Wellen der Französischen Revolution über Bern hereinbrachen, ging Trechsels Studium zu Ende. Der junge Mann war von den liberalen Ideen aus Frankreich wenig beeindruckt und hielt treu zur Obrigkeit der alten Stadt und Republik Bern. Im März zog er als Freiwilliger mit einer Berner Scharfschützen-Kompagnie in die Gefechte bei Laupen (Schlacht bei Neuenegg) gegen die französische Invasionsarmee. Als er nach dem Rückzug seiner Kompagnie unbeschadet nach Bern zurückkehrte, hatte die Berner Regierung vor der französischen Übermacht bereits kapituliert. Trotz den politischen Wirren bestand Trechsel wenige Wochen später die Prüfungen in Theologie und wurde als reformierter Geistlicher ordiniert. Darauf folgte eine Lehrtätigkeit am Berner Knabenwaisenhaus. 1799 erhielt er eine Stelle als deutschsprachiger Pfarrer in Aubonne und Morges im Waadtland, die er aber nach kurzer Zeit wieder aufgab. Statt der kirchlichen widmete er sich nun ganz der pädagogischen Laufbahn. 1800 gründete er mit seinem Freund Emanuel Jakob Zeender die Wissenschaftliche Lehranstalt (Gymnasium) in Bern, an der beide unterrichteten.
1803 heiratete Trechsel in Bern Maria Margaretha Hahn (1873-1861). Das Ehepaar hatte sechs Kinder. Der älteste Sohn, Friedrich Trechsel (1805–1885), wurde später Pfarrer in Vechigen, darauf am Berner Münster sowie Dekan.
Nachdem die Berner Kantonsregierung nach der Mediation wieder handlungsfähig war, wurde 1805 die Akademie Bern (Vorläuferinstitution der Universität Bern) gegründet. Trechsel wurde Professor für Mathematik, ab 1812 auch für Physik und ab 1834 bis 1847 ord. Professor der Universität Bern.
Neben seiner Lehrtätigkeit hat Trechsel beim Aufbau des bernischen Schul- und Hochschulwesens, mit der Festlegung der Geodätischen Grundlagen, der Durchführung der Triangulation, mit seiner Grundlagenarbeit für die Juragewässerkorrektion sowie als Experte für das Messwesen bedeutende Leistungen für den Kanton Bern erbracht. Als Anerkennung und Dank wurde ihm 1812 das Bürgerrecht der Stadt Bern und 1836 der Titel eines Ehrendoktors (Dr. h. c.) der Philosophischen Fakultät der Universität Bern verliehen.
Trechsel war Mitglied der Bernischen sowie der Schweizerischen Naturforschenden Gesellschaft (heute Akademie der Naturwissenschaften Schweiz SCNAT). Er wurde zum korrespondierenden Mitglied der Royal Astronomical Society in London und der Academia nazionale di science in Palermo ernannt.
Friedrich Trechsel starb am 26. November 1849 in Bern.

## Astro-Geodäsie und Vermessung
Napoleon hatte 1801 dem Kriegsminister den Auftrag erteilt, die Länder in seinem Einflussbereich zu vermessen und topografische Karten zu erstellen. Dazu wurde eine Vereinbarung zwischen Frankreich und der helvetischen Regierung getroffen. Als die französischen Ingenieur-Geografen unter der Leitung des Astronomen Maurice Henry (1763–1822) 1803 endlich in Bern eintrafen, war die Mediationsakte bereits in Kraft und die föderative Struktur der Schweiz wieder hergestellt. Dadurch war die Zusammenarbeit beim Projekt erschwert. Besonders die neue Berner Kantonsregierung zeigte sich nicht kooperativ. Die Arbeiten der französischen Experten verliefen meist ohne Schweizer Beteiligung und sowohl die Ergebnisse der Triangulation wie auch die topographischen Aufnahmen blieben im Dépôt de la Guerre in Paris, wodurch sie den Behörden der Schweizer Kantone nicht zugänglich waren.
Tralles hatte in den 1790er Jahren mit seinem Schüler Ferdinand Rudolf Hassler erste geodätische Arbeiten (Basismessungen im Grossen Moos- und trigonometrische Messungen) in der Schweiz durchgeführt. Trechsel galt als hervorragender Schüler von Tralles, der von diesen Projekten beeindruckt war. Unzufrieden über die Schwierigkeiten, im Auftrag der helvetischen Regierung und in Zusammenarbeit mit den französischen Ingenieur-Geografen eine schweizweite Landesvermessung zu realisieren, zog sich Tralles zurück und ging 1803 nach Berlin. Trechsel wurde als sein Nachfolger an die Hohe Schule berufen.
Der Finanzrat der Berner Regierung beschloss 1808 die Erstellung einer auf geodätischer Grundlage basierender Karte des Kantons. Trechsel wurde mit der Projektierung der Triangulation beauftragt. In seinem Bericht von 1809 schlug er die Anlage und Messung einer sich vom Jura bis zu den Voralpen erstreckenden Triangulation I. bis III. Ordnung vor, wobei nach Möglichkeit an die bestehenden Basismessungen von Tralles und Hassler angeschlossen werden sollte. Zur Orientierung des Netzes waren astro-geodätische Messungen vorgesehen. Als Trechsel 1811 mit den Messungen begann, waren die Arbeiten der französischen Ingenieur-Geografen schon weit fortgeschritten. Im französischen Netz fehlten noch astro-geodätische Beobachtungen auf den Fundamentalpunkten in Bern und Genf. 1812 trafen die französischen Geodäten Henry und Joseph François Delcros (1777–1865) des «Bureau topographique Français en Helvétie» in Bern ein. Trechsel verfügte weder über Erfahrungen noch über die geeignete Ausrüstung für genaue astro-geodätische Messungen. Er bot Henry die Zusammenarbeit an und sicherte sich damit die Chance, in Bern eine Fundamentalstation für sein Triangulationsnetz zu erhalten. Im August 1812 wurden von Henry, Delcros und Trechsel gemeinsam die «Station primaire» in Bern durch astro-geodätische Messungen etabliert. In einem eigens hergerichteten provisorischen Observatorium im Pulverhäuschen auf der Bastion ´Hohliebi´ der Grossen Schanze von Bern wurde eine Serie astronomischer Breiten und Azimute beobachtet.
Unter seiner Leitung und mit persönlichem Einsatz als Beobachter konnte Trechsel die Messungen und Berechnungen der Berner Triangulation 1818 erfolgreich abschliessen. Leider wurde das Ziel, die Herstellung einer Karte des Kantons Bern, nicht erreicht, da die Fortsetzung der Arbeiten wegen politischen Wirren in den 1830er-Jahren ausblieb. Aufgrund der mangelhaften Versicherung (Materialisierung) der Triangulationspunkte mit Eichenpfosten blieben spätere Versuche, die Berner Triangulation wieder zu verwenden, ohne Erfolg.
Zu Beginn des 19. Jahrhunderts war das Gebiet um die drei Jurarandseen bis nach Solothurn sumpfig und wurde immer wieder überflutet. Die Aare, die von Aarberg am Bielersee vorbei in Richtung Norden floss, trat oft über die Ufer. Gegen diese Missstände im Seeland musste etwas unternommen werden. Trechsel führte 1816–1817 im Auftrag der Berner Regierung Grundlagenvermessungen mit einem grossen Nivellement von Murgenthal bis Aarberg und Nidau durch und erstellte erste Kartengrundlagen für die Planung der Juragewässerkorrektion, die erst 1868–1891 realisiert wurde. Bei seinen hydrologischen Studien zog er den badischen Ingenieur Johann Gottfried Tulla (1770–1828) bei, der sich bei der Entwässerung der Linthebene und der Rheinbegradigung als Experte des Wasserbaus ausgezeichnet hatte.

## Gründung der Sternwarte «Uraniae»

Sternwarte Uraniae 1822, Lithografie

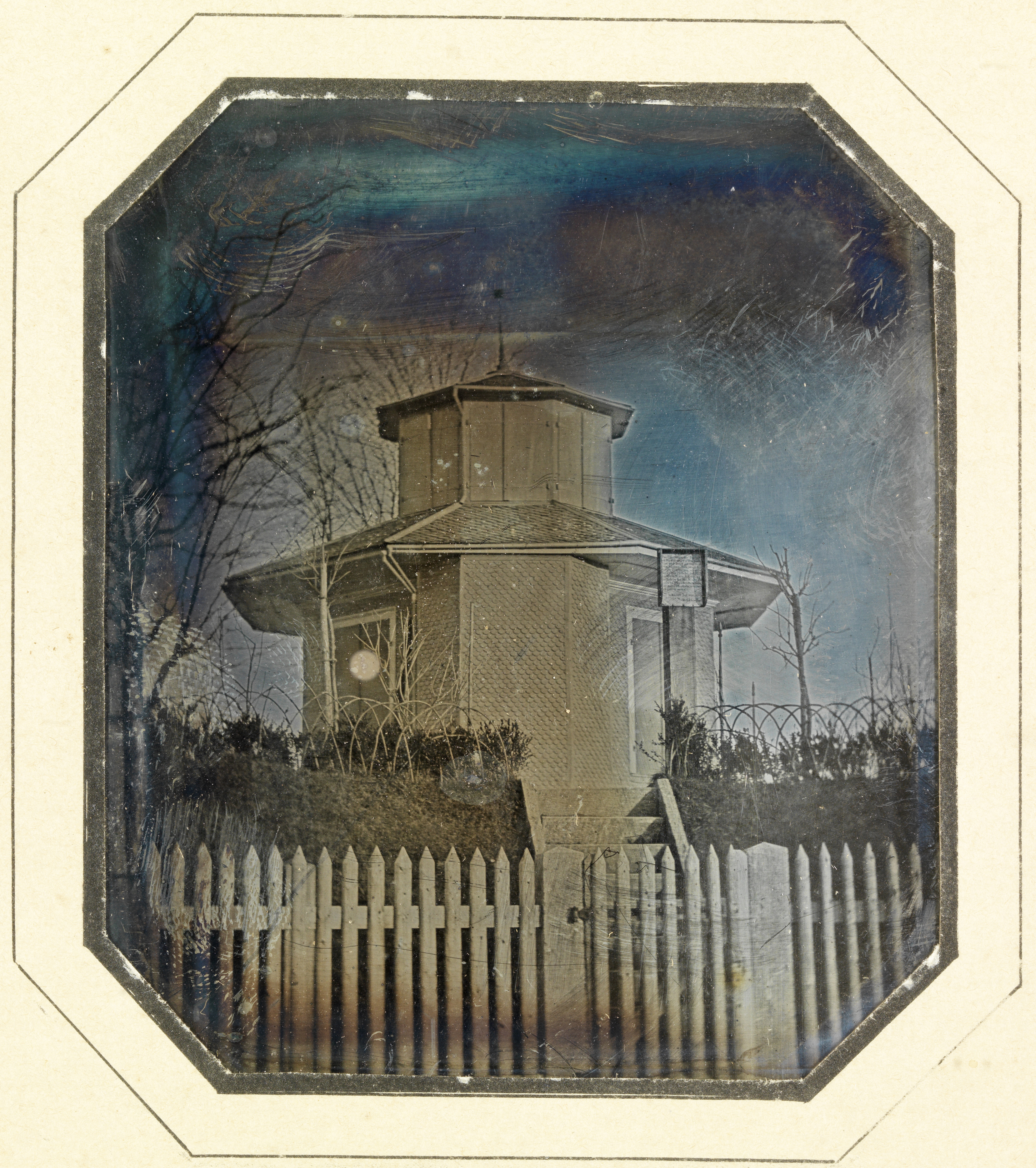
Alte Sternwarte Uraniae, Daguerreotypie, 1845

Der Standort der «Station primaire» war zu jener Zeit ideal sowohl für die astro-geodätischen Beobachtungen als auch als Anschlusspunkt für die Berner Triangulation. Trechsel plante exakt an dieser Stelle eine Sternwarte zu errichten, was ihm allerdings erst in den Jahren 1821-22 gelang. Die alte Sternwarte «Uraniae» der Universität Bern (s. Bilder) wurde zum Fundamentalpunkt der Schweizerischen Landesvermessungen («Triangulation primordiale» 1822–1839, Triangulation des Schweizerischen Geodätischen Kommission SGK 1862–1891 und Landesvermessung 1903 ´LV03´) sowie zum Ursprung des Schweizerischen Landeskoordinatensystems. Heute dient das Observatorium Zimmerwald als Fundamentalstation der offiziellen Schweizerischen Landesvermessung ´LV95´.
1847 wurde Trechsel emeritiert. Der Astronom Rudolf Wolf (1816–1893) wurde sein Nachfolger und neuer Direktor der Sternwarte «Uraniae».

## Schriften (Auswahl)
- Über wissenschaftliche Erziehung in Bezug auf die wissenschaftliche Lehranstalt. Eine Eröffnungs-Rede der mit den Zöglingen dieses Instituts vorgenommenen öffentlichen Prüfungen. Bern, Stämpfli 1801.
- Nachricht von der im Jahr 1811 angefangenen trigonometrischen Aufnahme des Cantons Bern. Literarisches Archiv der Akademie zu Bern 3/3 (1812). 424–463.
- Notice sur un grand nivellement exécuté dans une partie du bassin de la Suisse occidental, sous la Direction de Mr. Trechsel, Prof. de physique et mathématique à Berne; et sur les données préparatoires à un projet d’abaissement des lacs de Morat, de Neuchâtel et de Bienne. Au moyen d’une rectification de l’Aar et de quelques rivières adjacentes. Bibliothèque Universelle des Sciences, Belles-Lettres et Arts, Genève 6 (1817), 180–188.
- Nachricht von der in den Jahren 1821 und 1822 in Bern errichteten Sternwarte. Bern, Stämpfli, 1823.
- Observations astronomiques pout déterminer la latitude de Berne faites en 1812 par le Colonel Henry, le Commandant Decroz et le Prof. Trechsel. Neue Denkschriften der allgemeinen Schweizerischen Gesellschaft für die gesamten Naturwissenschaften 14 (1850), 39–58.